# Gordon (esclavo)
Gordon, o Peter azotado, fue un esclavo estadounidense que escapó de su plantación de Luisiana en marzo de 1863, ganando la libertad cuando llegó al campamento de la Unión cerca de Baton Rouge donde fue enrolado en el ejército de la Unión durante la guerra civil estadounidense. 
Se hizo conocido por ser el tema de las fotografías que documentaban la extensa cicatrización en la espalda de los latigazos recibidos durante un azotaje, a consecuencia —según Pedro— del intento de Pedro de asesinar a su esposa, intento que el mismo Pedro manifestó no recordar. Los abolicionistas distribuyeron estas tarjetas de visita de Gordon a través de los Estados Unidos e internacionalmente para mostrar los abusos de la esclavitud.
En julio de 1863 estas imágenes aparecieron en un artículo sobre Gordon publicado en Harper’s Weekly, la revista más leída durante la Guerra Civil. Las imágenes de Gordon con las cicatrices en la espalda de los latigazos dieron la evidencia visual a los norteños del tratamiento brutal que recibían los esclavos e inspiraron a muchos negros libres a alistarse en el ejército de la Unión. Gordon se alistó en las tropas de color poco después de su fundación, y sirvió como soldado en la guerra.

## Fuga
Gordon escapó en marzo de 1863 de la plantación de 3.000 acres (12 km²) de John y Bridget Lyons, a los que él y otros cuarenta esclavos pertenecían en el momento del censo de 1860. La plantación de los Lyon se encontraba en la orilla oeste del río Atchafalaya en St. Landry Parish, entre la actual Melville y Krotz Springs, Luisiana.
Con el fin de enmascarar su olor de los sabuesos que lo perseguían, Gordon cogió cebollas de su plantación, que llevaba en los bolsillos. Después de cruzar cada arroyo o pantano, se frotaba el cuerpo con estas cebollas con el fin de disimular su olor a los perros. Huyó a más de 40 millas (64 km) a lo largo de diez días antes de llegar al cuartel de los soldados del Cuerpo XIX de la Unión que estaban estacionados en Baton Rouge.

## Llegada al campamento de la Unión

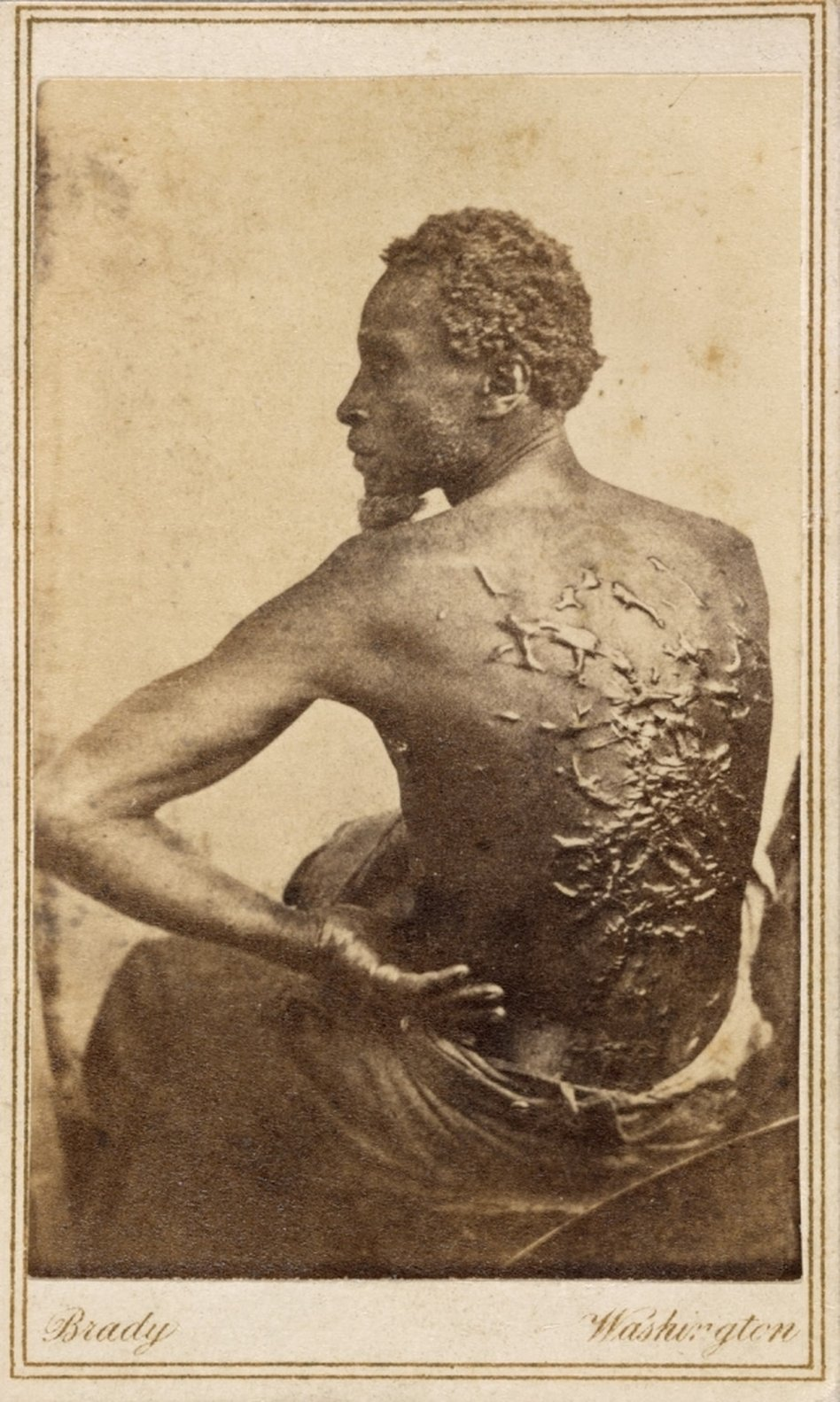
McPherson y Oliver fotografía de las cicatrices de la espalda de Gordon

A su llegada al campo de la Unión, Gordon se sometió a un examen médico el 2 de abril de 1863, que reveló las graves cicatrices queloides de varias sesiones de latigazos. Los fotógrafos itinerantes William D. McPherson y su socio el Sr. Oliver, que estaban en el campamento en aquel tiempo, produjeron tarjetas de visita de Gordon mostrando su espalda.
Las declaraciones del fotografiado, explicando porqué fue azotado, fueron impresas al reverso de su famosa fotografía:

Baton Rouge, Luisiana, 2 de abril de 1865— Ha diez días que abandoné la plantación.  El supervisor Artayou Carrier me azotó.  Mi patrón estaba ausente.  No recuerdo el azote. Tras dos meses en cama recuperándome del azote empecé a recuperar el sentido —estaba como loco.  Traté de disparar a todos; así me lo contaron.  Quemé todas mis ropas; pero no lo recuerdo.  Nunca había o sido así (loco) antes.  No sé que me hizo así (loco).  Mi patrón vino después de mi azote; me vió encamado; despidió al supervisor.  Me contaron que traté de disparar a mi mujer la primera; no disparé a nadie; no herí a nadie.  Mi patrón es el capitán Juan Lyon, algodonero, de Atchafalaya, cerca de Washington, Luisiana.  Azotado dos meses antes de Navidad.
Las exactas palabras del pobre Pedro, anotadas mientas posaba para esta foto.

## El servicio en el Ejército de la Unión
Gordon se unió a las tropas de la Unión como guía tres meses después de la Proclamación de Emancipación que permitía la inscripción de los esclavos libertos en las fuerzas militares de los Estados Unidos. En una expedición fue hecho prisionero por los confederados; lo ataron y lo golpearon, dejándolo por muerto. Sobrevivió y una vez más se escapó a las líneas de la Unión.
Gordon se alistó poco después en una unidad de tropas de color en la Guerra Civil. Se decía que luchó valientemente como sargento en el Cuerpo de África durante el sitio de Port Hudson en mayo de 1863. Esta fue la primera vez que los soldados afroamericanos desempeñaron un papel principal en un asalto.

## Legado
El redactor jefe de la publicación The Atlantic, James Bennet, en 2011, señaló: "Parte de la energía increíble de esta imagen creo que es la dignidad de ese hombre. Él está posando. Su expresión es casi indiferente. Creo que es excepcional. Él está diciendo básicamente, "Esto es un hecho."
| Se adjunta una imagen tomada por un artista de aquí, en vida, de la espalda de un negro, que muestra las cicatrices de viejos latigazos. Pocos escritores sensacionalistas jamás representaron castigos peores que los que éste debe haber recibido, aunque nada en su apariencia indica ninguna maldad inusual - pero por el contrario, parece INTELIGENTE y DE BUEN COMPORTAMIENTO. [Énfasis de Towle]——Dr. Samuel Knapp Towle, cirujano, 30 Regimiento de Voluntarios de Massachusetts, en una carta de fecha 16 de abril de 1863 a William Johnson Dale, Cirujano General del Estado de Massachusetts. El doctor Towle estaba a cargo del hospital General de Estados Unidos, de 900 camas, en Baton Rouge en 1863. |

| Ha llegado últimamente a nosotros, de Baton Rouge, la fotografía de un antiguo esclavo, ahora, gracias al ejército de la Unión, un hombre libre. Se le representa en una posición de sentado, su cuerpo robusto desnudo hasta la cintura, como su cabeza y rostro inteligente de perfil, a su izquierda el brazo doblado, que descansa sobre su cadera, y su espalda desnuda expuesta a la vista. En su espalda que, horrible de contemplar! es un testimonio contra la esclavitud más elocuente que cualquier palabra. Cicatrices, excavadas, se unían en grandes cordilleras, anudadas, fruncidas, la pobre carne torturada demuestra una evidencia horrible de los latigazos recibidos. Han transcurrido meses desde que fue sometido al martirio, y las heridas han sanado, pero siempre permanecerán estas huellas terribles. Es un cuadro conmovedor, un recurso tan mudo y poderoso que ninguno sino aquel que la naturaleza ha endurecido puede mirarlo sin inmutarse. Por mucho que los hombres pueden representar imágenes falsas, el sol no miente. A partir de una evidencia como esta no se puede escapar, y ver es creer. Muchos, por lo tanto, desean una copia de la fotografía, y de la original numerosas copias se han sacado. El cirujano del Primer regimiento de Luisiana, (de color) escribía a su hermano en la ciudad, incluyendo esta fotografía, con estas palabras: - "Te envío la imagen de un esclavo como aparece después de los latigazos. Durante el período que he estado inspeccionando mis hombres y de otros regimientos, cientos de estas imágenes he visto, por lo que no es nueva para mí;. Pero puede ser nuevo para ti. Si conoces a alguien que habla de la forma humana en la que se tratan a los esclavos, por favor, muéstrale esta imagen. Es una lección en sí misma".—«Picture of a Slave». The Liberator (Boston, Massachusetts). 12 de junio de 1863. p. 2. |

| Recibimos de Baton Rouge una fotografía de la espalda desnuda de un esclavo, lacerado por el látigo [...] Miramos la foto con tal estupor que no se encuentran las palabras para expresarse. Estupor ante la crueldad de quien podría cometer un ultraje como este; de la locura brutal, la ignorancia estúpida, que permitiría un acto tal sin límites; en la ausencia no sólo de la sensibilidad humana, sino de todo sentido común, de la inteligencia ordinaria, que se muestra en la total irreflexión frenética. ¿Entre qué clase de personas son posibles tales cosas? [...] Esta tarjeta-fotográfica debe ser multiplicada por los cien mil, y distribuida a lo largo de los estados. Narra la historia de una manera que ni siquiera la señora Stowe puede ni acercarse; porque cuenta la historia a la vista. Si ver para creer - y es en la inmensa mayoría de los casos - al ver esta tarjeta sería el equivalente a creer cosas de los Estados esclavistas que ¡los hombres y las mujeres del Norte moverían cielo y tierra para abolirlo!—756. «The Scourged Back». The Independent (New York) XV: 4. 28 de mayo de 1863. Reprint: «The Scourged Back». The Liberator (Boston, Massachusetts). 9 de junio de 1863. p. 1. |

## En la cultura popular
- La película Emancipation de 2022 narra el escape de Gordon de la plantación John y Bridget Lyons y su llegada al cuartel de la Unión en Baton Rouge. En este filme Gordon es interpretado por Will Smith.
- En la película Lincoln de 2012, el hijo de Abraham Lincoln, Tad aparece mirando una placa de vidrio con la foto del examen médico de Gordon a la luz de las velas.[16]

## Galería
|                    |
| foto examen médico |

| |
| Antigua diapositiva coloreada de Gordon durante su examen médico en 1863 (la imagen está invertida de izquierda a derecha). |

|        |
| verso. |

|              |
| De uniforme. |

|                                      |
| Artículo de Harper's Weekly de 1863. |

|                                             |
| Portada de un libro antiesclavista de 1863. |

| |
| Censo de esclavos de 1860 de la propiedad de John Lyons. Gordon es probablemente uno de los esclavos varones adultos enumerados aquí por edad. |

## Otras lecturas
- Edwards, Ron. «The Whipping Scars On The Back of The Fugitive Slave Named Gordon». US Slave Blog. Consultado el 24 de agosto de 2013.
- Goodyear III, Frank. «The Scourged Back: How Runaway Slave and Soldier Private Gordon Changed History». America's Black Holocaust Museum. Archivado desde el original el 5 de enero de 2015. Consultado el 5 de enero de 2015.
- Paulson Gage, Joan (30 de septiembre de 2009). «A Slave Named Gordon». The New York Times. Consultado el 24 de agosto de 2013.
- Paulson Gage, Joan (5 de agosto de 2013). «Icons of Cruelty». The New York Times. Consultado el 24 de agosto de 2013.
- Bostonian (3 de diciembre de 1863). «The Realities of Slavery». New-York Daily Tribune. p. 4. Consultado el 27 de junio de 2015.

- Datos: Q16200625
- Multimedia: Gordon (slave) / Q16200625